# 上野台団地
上野台団地（うえのだいだんち）は、かつて埼玉県上福岡市（現・ふじみ野市）に立地した日本住宅公団の造成した公団住宅である。

## 概要
旧陸軍弾薬工場（東京第一陸軍造兵廠川越製造所）跡地の再開発により造成され、1960年（昭和35年）に竣工した。竣工当時、この団地は千葉県の八千代台団地を凌ぎ、関東支所下で最も大きく、また全国的に見ても常盤平団地（東京支所・4835戸）、香里団地（大阪支所・4647戸）、多摩平団地（東京支所・2792戸）、ひばりが丘団地（東京支所・2714戸）に次ぐ5番目の規模であったという、大規模な団地である。
この団地は埼玉県道56号さいたまふじみ野所沢線沿いに配置された緑色に塗装された住棟が特徴的であり、団地内に3棟あったスターハウスも緑色に塗装されていた。2004年（平成16年）より建物の老朽化を理由として建て替えが行われ、「コンフォール上野台」として集約され、残りの部分は野村不動産に売却されマンションや戸建て住戸が建設された。

## 基本データ（建て替え前）
- 竣工 - 1960年（昭和35年）
- 構成 - 134棟から構成、全2080戸
- 所在 - 埼玉県ふじみ野市上野台

## 住棟構成（建て替え前）
- 中層フラット棟 - 45棟（5階建て、4階建て、北・片廊下型）
- スターハウス - 3棟
- テラスハウス - 86棟
  - 診療所も存在した。

## 交通
- 上福岡駅（東武鉄道東武東上線）より徒歩約8分